# Charles Tiebout
Charles M. Tiebout (* 12. Oktober 1924; † 16. Januar 1968 in Seattle) war ein US-amerikanischer Wirtschaftswissenschaftler.
Charles Tiebout erwarb 1957 an der University of Michigan den akademischen Grad Ph.D. in Wirtschaftswissenschaften. Er hatte eine Professur für Wirtschaft und Geographie an der University of Washington inne. Er entwickelte das nach ihm benannte Tiebout-Modell.